# Natsuka Sawaya
Natsuka Sawaya (jap. 澤谷 夏花, Sawaya Natsuka; * 17. Juni 1989 in Yoichi, Hokkaidō) ist eine japanische Skispringerin.

## Werdegang
In der Saison 2007/2008 debütierte Sawaya im Continental Cup und schloss diesen auf dem 61. Platz ab. In den folgenden Saisonen belegte sie jeweils am Ende ähnliche Platzierungen. Bei ihrer Teilnahme an der Universiade 2009 in Yabuli kam Sawaya beim Einzelspringen auf den zweiten Platz und gewann so ihre erste Silbermedaille.
Ihr Debüt im Skisprung-Weltcup feierte Sawaya in der Saison 2011/12 mit den Teilnahmen an zwei Wettbewerben in Zaō, bei denen sie die Plätze 42 und 43 belegte. Somit schloss sie diese Saison ohne einen einzigen Weltcup-Punkt ab.
Nachdem sie in der Folge nicht international an den Start gegangen war, kam sie im März 2013 bei FIS-Rennen in Sapporo zum Einsatz. Im September ging sie in Râșnov im Rahmen des FIS-Cups an den Start und erreichte zwei gute Top-10-Platzierungen. In Zaō startete Sawaya am 18. Januar 2015 erneut im Weltcup, blieb aber als 46 erneut hinter den Punkterängen. Im September 2015 kam sie in Notodden erstmals seit langem wieder im Continental Cup zum Einsatz und erreichte zwei gute Top-20-Platzierungen, womit sie sich auch in der Saison 2015/16 wieder in der Gesamtwertung platzieren wird.
Natsuka Sawaya studierte BWL an der Frauenkurzhochschulsektion der Universität Sapporo.

## Erfolge

### Continental-Cup-Platzierungen
| Saison  | Platz | Punkte |
| ------- | ----- | ------ |
| 2007/08 | 61.   | 14     |
| 2008/09 | 64.   | 14     |
| 2009/10 | 52.   | 14     |
| 2010/11 | 61.   | 18     |